# Hourtin

Hourtin este o comună în departamentul Gironde din sud-vestul Franței. În 2009 avea o populație de 3.001 de locuitori.

## Evoluția populației
| An        | 1975  | 1982  | 1990  | 1999  | 2006  | 2009  |
| --------- | ----- | ----- | ----- | ----- | ----- | ----- |
| Populație | 2.290 | 2.048 | 2.072 | 2.324 | 2.404 | 3.001 |